# 村椿輝雄
村椿 輝雄（むらつばき てるお、1940年 - ）は、元野球選手（投手）。

## 来歴・人物
富山県黒部市出身。富山県立魚津高等学校に進学し、野球部に入部。1958年、第40回全国高等学校野球選手権大会にエースとして出場。1回戦で優勝候補の浪華商を完封。2回戦で明治を、3回戦で桐生を破り、ベスト8に進んだ。準々決勝では徳島商業の板東英二と投げ合い、ともに得点を許さず延長18回引き分けとなり、翌日再試合となった。翌日魚津は1 - 3で敗れたものの、初出場でベスト8まで進出した活躍は「蜃気楼旋風」と呼ばれた。
高校卒業後は三菱重工業に入社し、社会人野球を続けた。また三菱重工業では横浜造船所や石川県金沢市の支社に勤務し、米国三菱重工業株式会社駐在員としてアメリカ合衆国に長期滞在していたこともある。